# Городки

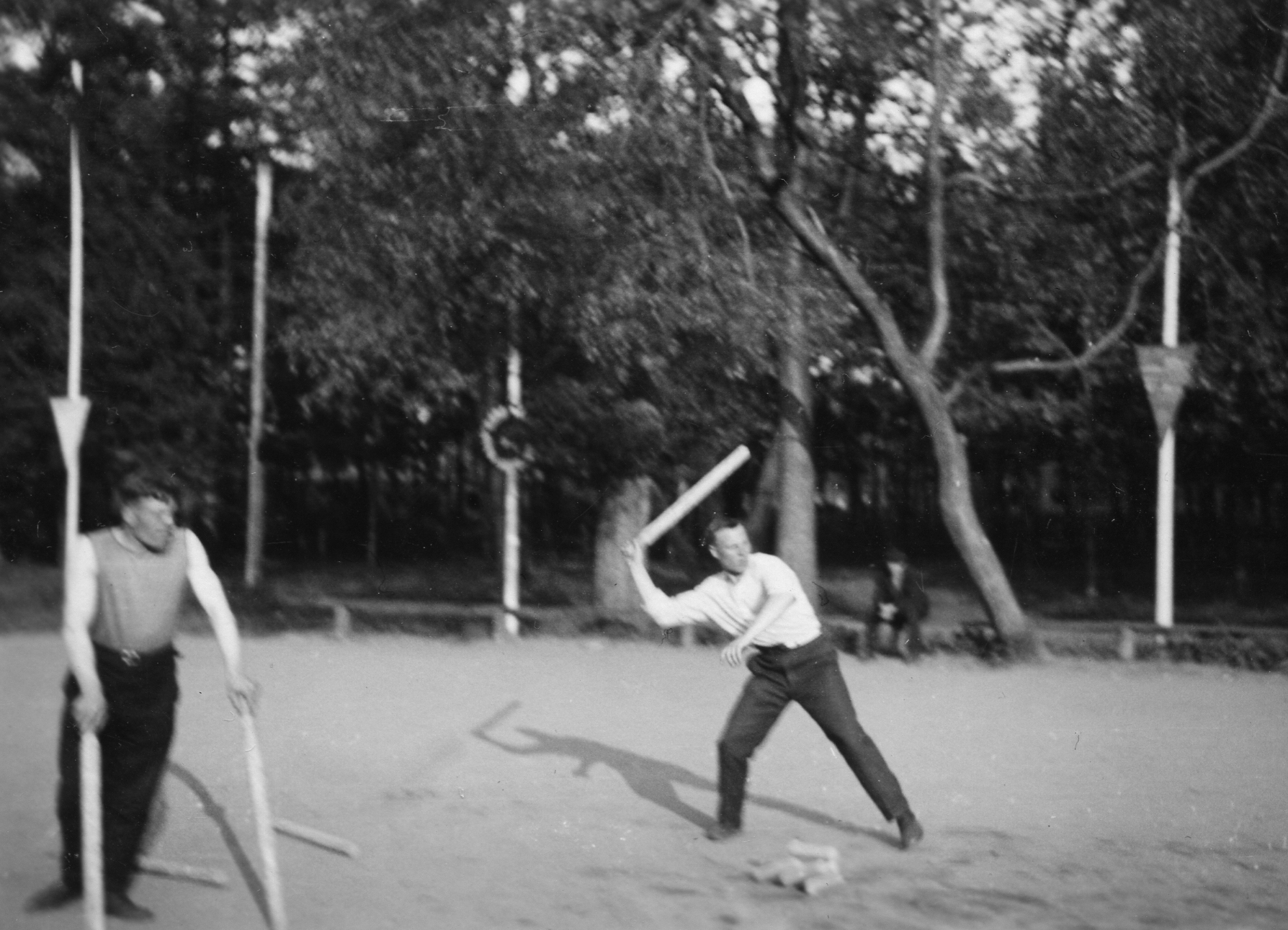
Игра в городки, Москва, 1935 год.

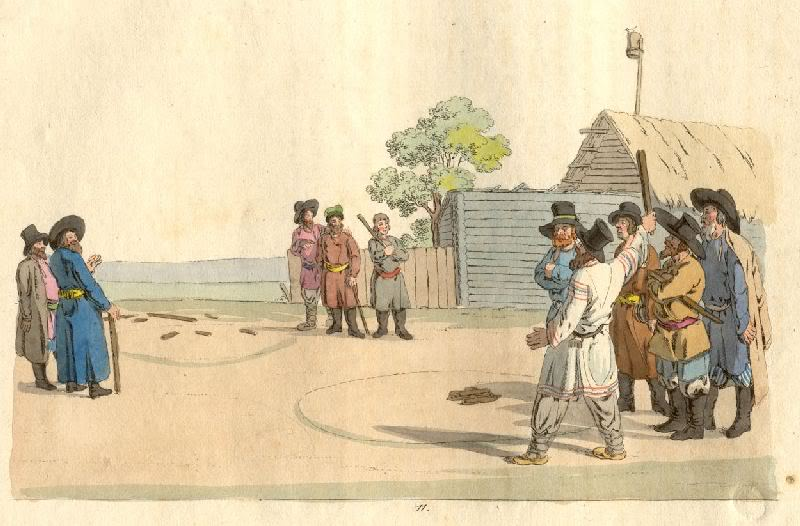
К. Г. Г. Гейслер. Городки. 1805 год.

Городки́ (рюхи, чушки, чухи, поросятки, черешки, клетки) — старинная русская народная спортивная игра. 
В этой игре необходимо с определённых расстояний «выбивать» метанием биты различные фигуры сложенные из деревянных цилиндров (городков, чурок). «Города» — поле, где ставятся фигуры, составленные различным образом из пяти деревянных цилиндров (чурок), называемых «городками» или «рюхами». Названия фигур из «городков» или «рюх» с течением времени изменялись (пример: баба в окошке на пулемётное гнездо).
В 2001 году состоялся первый чемпионат мира, и первым победителем в командном турнире стала первая сборная России. 

## История
Игра существует более двух столетий.

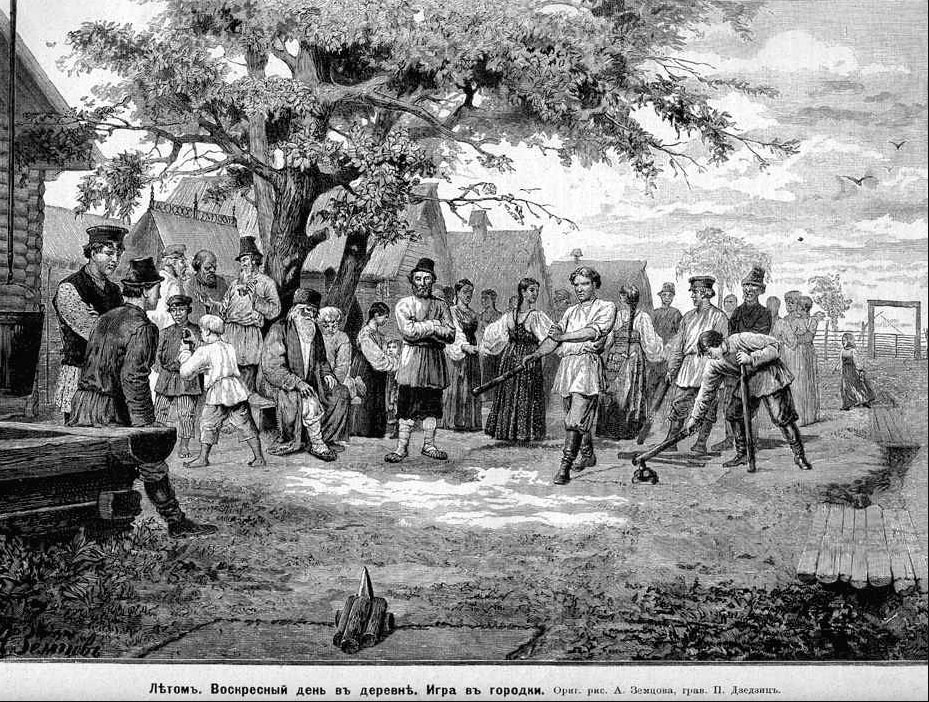
Игра в городки в деревне

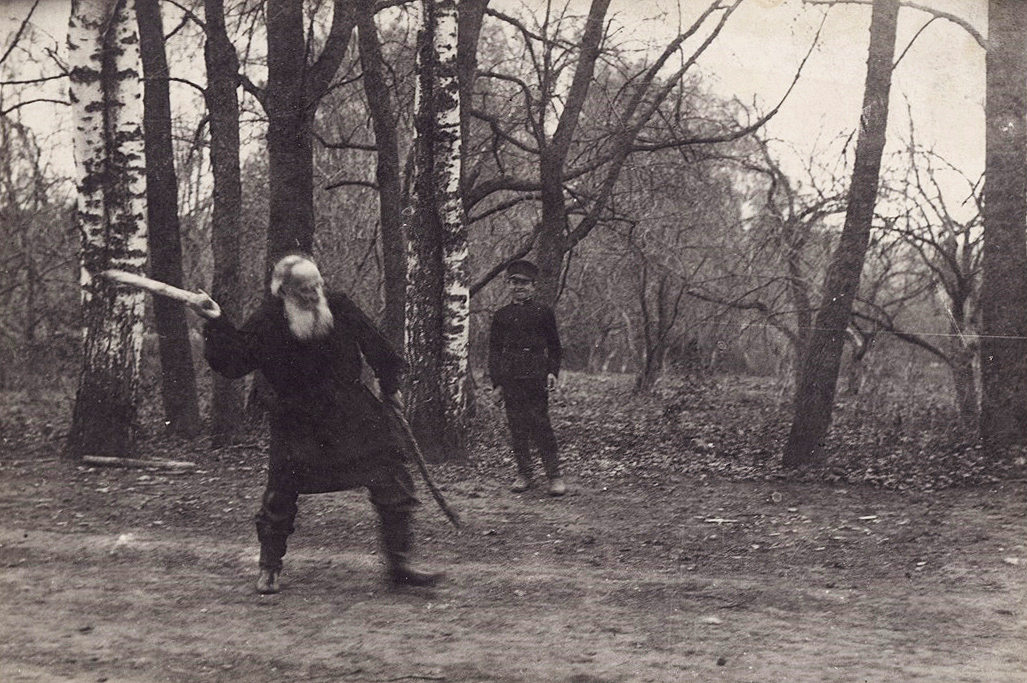
Толстой играет в городки

Первые достоверные сведения о распространении у русских игры в городки относятся к началу XIX века. Это цветные гравюры, содержащиеся в нескольких западноевропейских изданиях и сопровождаемые кратким описанием русской народной забавы. По этим публикациям можно судить, что к началу XIX века игра в городки (или рюхи) была распространена по всей Руси (России) и имела свои правила. Поэтому возникновение игры в городки следует отнести к середине или к первой половине XVIII века. Эта игра зародилась в гуще русского народа и распространилась как среди крестьянства, так и среди городских жителей.
В городки с удовольствием играли русские писатели Толстой, Андреев и Горький, певец Шаляпин, музыкальный критик и композитор Стасов, академик Павлов, генетик Тимофеев-Ресовский, а также советские руководители Ленин, Сталин, Калинин, Ворошилов.
Как вид спорта, имеющий единые правила, городки сформировались к 1923 году, когда в Москве были проведены первые Всесоюзные соревнования. В 1928 году городки были включены в программу Всесоюзной спартакиады. В 1933 году вышли новые правила, в которых были определены 15 фигур. Начиная с 1987 года асимметричные мишени для левшей стали зеркально переворачивать.
Особую популярность городки завоевали в XX веке. С 1936 года проводились чемпионаты СССР по городкам.
Почти все соревнования выигрывали москвичи. Заслуженный мастер спорта, чемпион Союза ССР по городкам в командном и личном зачёте Семён Громов в шутку утверждал, что в 1950-х годах чемпионские звания распределялись ещё в поезде, который вёз московских городошников на соревнования. В командных баталиях самыми знаменитыми были команды «Серп и молот» (5 лет чемпионства), «Спартак» (5 лет чемпионства), «ЗиЛ».
Согласно официальной статистике, в 1960-е — 1970-е годы городками в Советском Союзе занималось около 350 000 человек. Популярность городков стала падать к 1980-м — 1990-м годам.
После распада Советского Союза количество занимающихся резко сократилось.
С начала XXI века интерес к городошному спорту снова стал повышаться. В частности, ежегодно проходят розыгрыши Кубка Европы по городкам. Также проводятся чемпионаты мира.

## Как играть в городки
Суть игры — бросками бит (палок) выбить из города (отсюда и название) поочередно определённое количество фигур, составленных из 5 городков — цилиндрических столбиков из берёзы, липы, бука. Главная задача — затратить на выбивание 15 фигур как можно меньше бросков. Кто по итогам трёх туров использовал меньше попыток, тот и победил.
Игра ведётся на двух площадках, которые назначаются соперникам по жребию. Каждая — шириной 2 м полоса в которой размещены город, пригород, линии полукона и кона: город — 2×2 м; перед ним пригород 1 м ограниченный по сторонам диагонально расходящимися в стороны усами и штрафной линией: в городе на лицевой линии — границе с пригородом — размещается большинство фигур; места бросков от города: дальнее (кон) — 13 м, ближнее (полукон) — 6,5 м; длина городков — 20 см, диаметр их — 4,5−5 см; длина биты — не более 1 м. В каждом туре сначала фигуры выбиваются с кона, но, если из фигуры выбит хотя бы один городок, остальные выбиваются с полукона. А вот письмо выбивается только с кона. Городок считается выбитым, если он полностью вышел из города и пригорода. Марка в письме считается выбитой, если ни она, ни бита не задели другие городки.
Бросок считается потерянным, если:
- бита коснулась штрафной линии или земли перед ней;
- игрок в момент броска наступил или заступил за линию кона (полукона);
- во время броска игрок заступил ногой за боковую планку;
- игрок затратил больше 30 с на подготовку для броска.

Все городки в этих случаях ставятся на прежние места, повторять удар не разрешается.
Партия в городки состоит из 15 фигур:

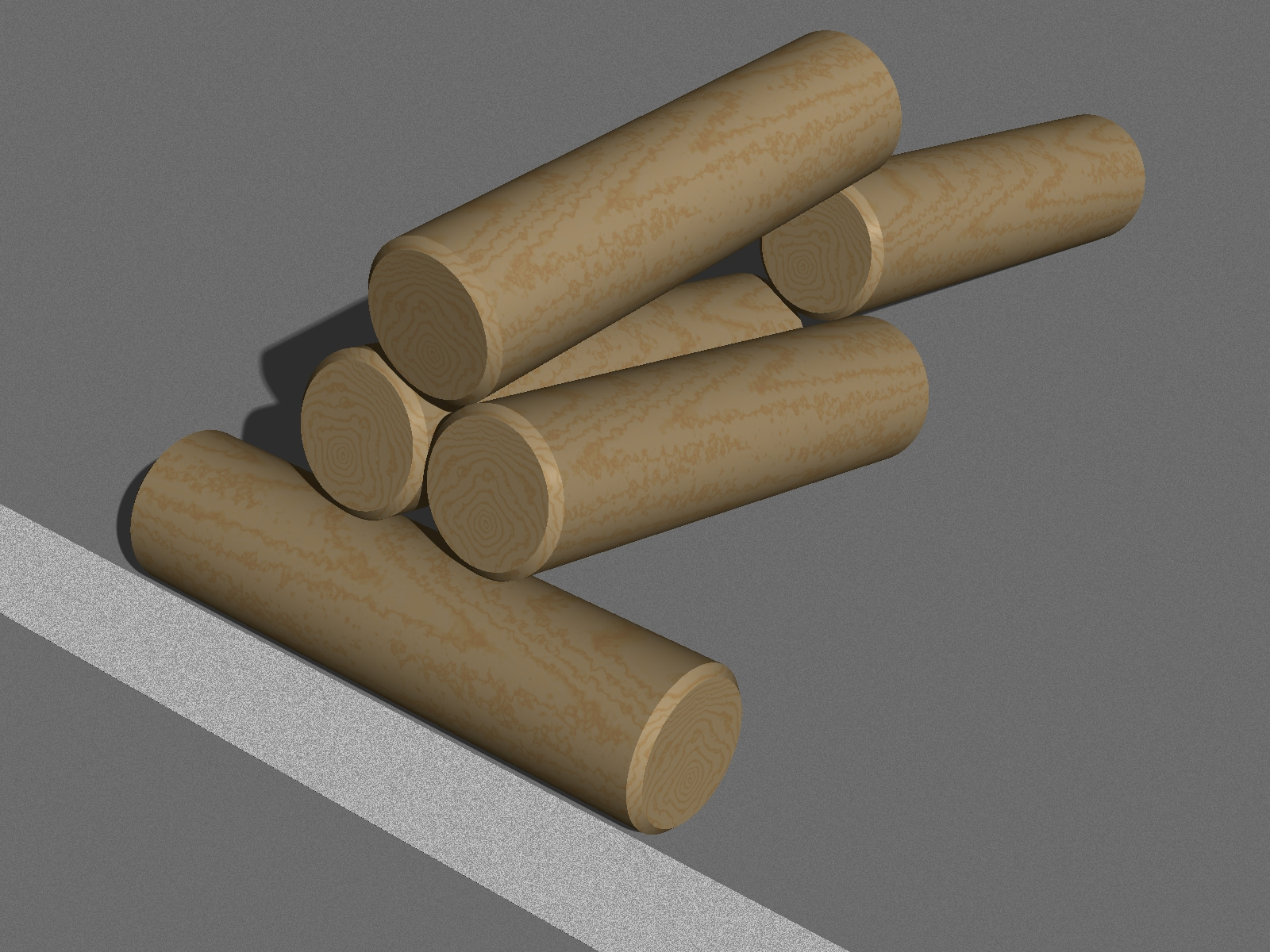
1. Пушка
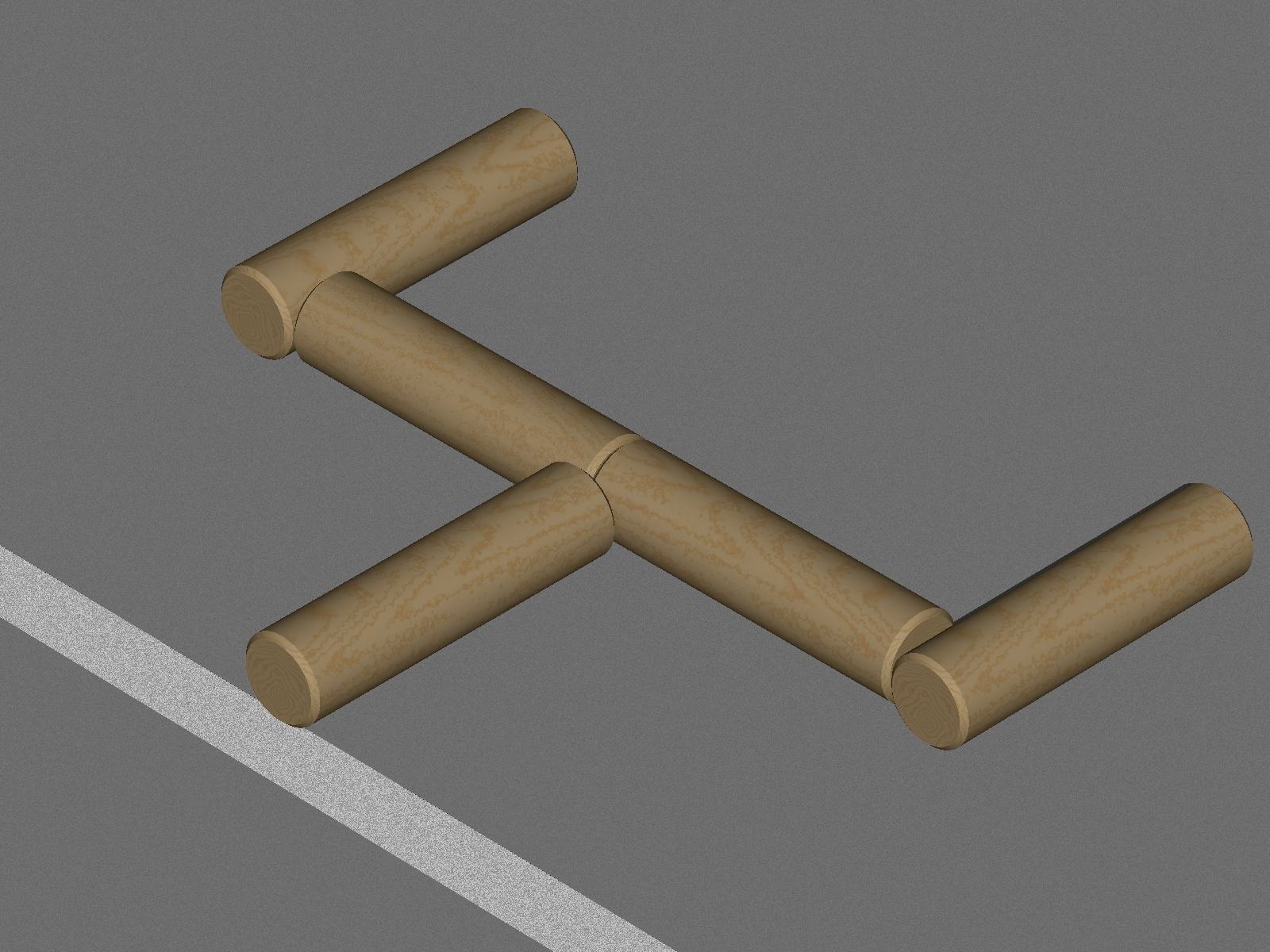
2. Вилка
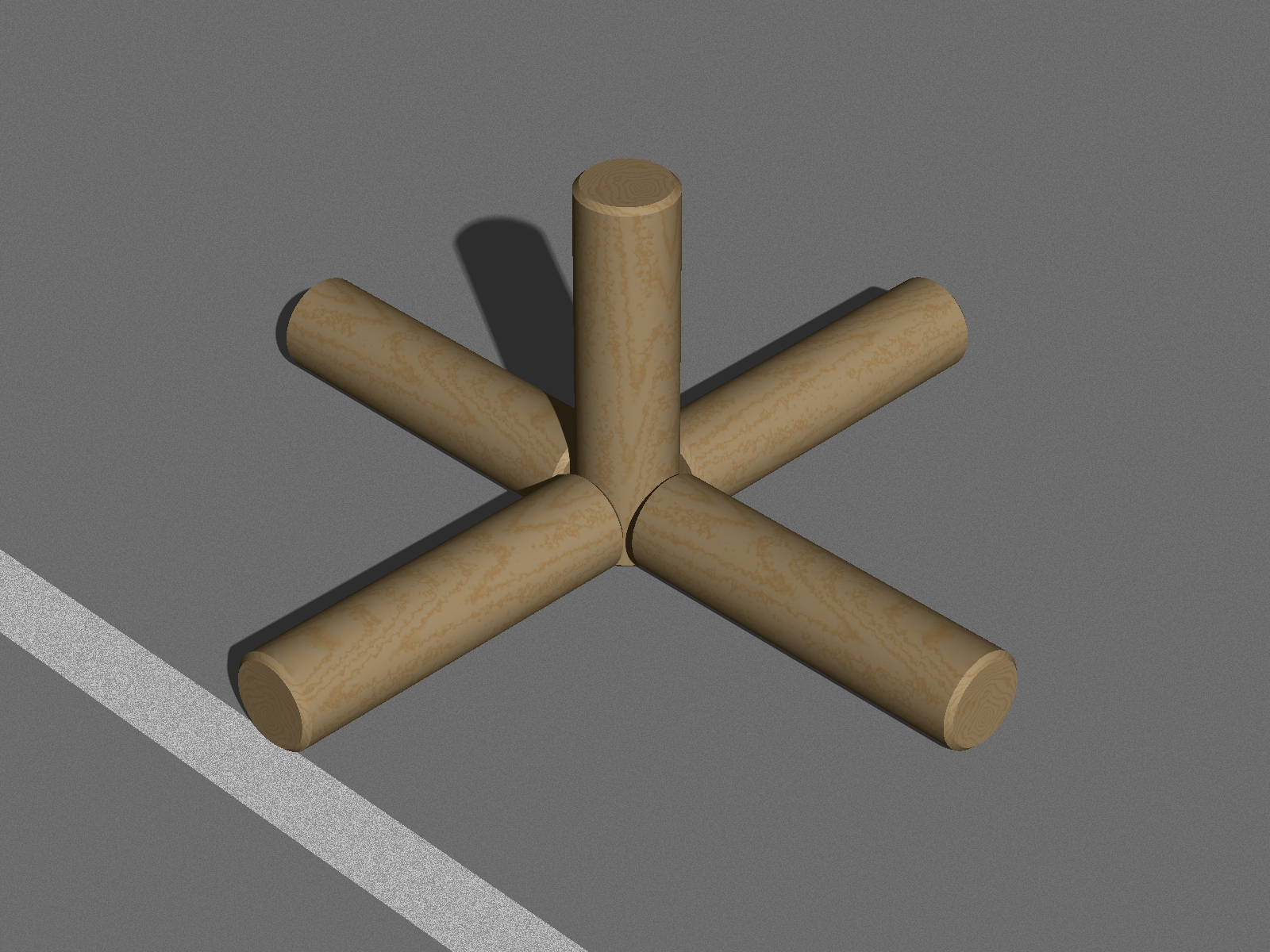
3. Звезда
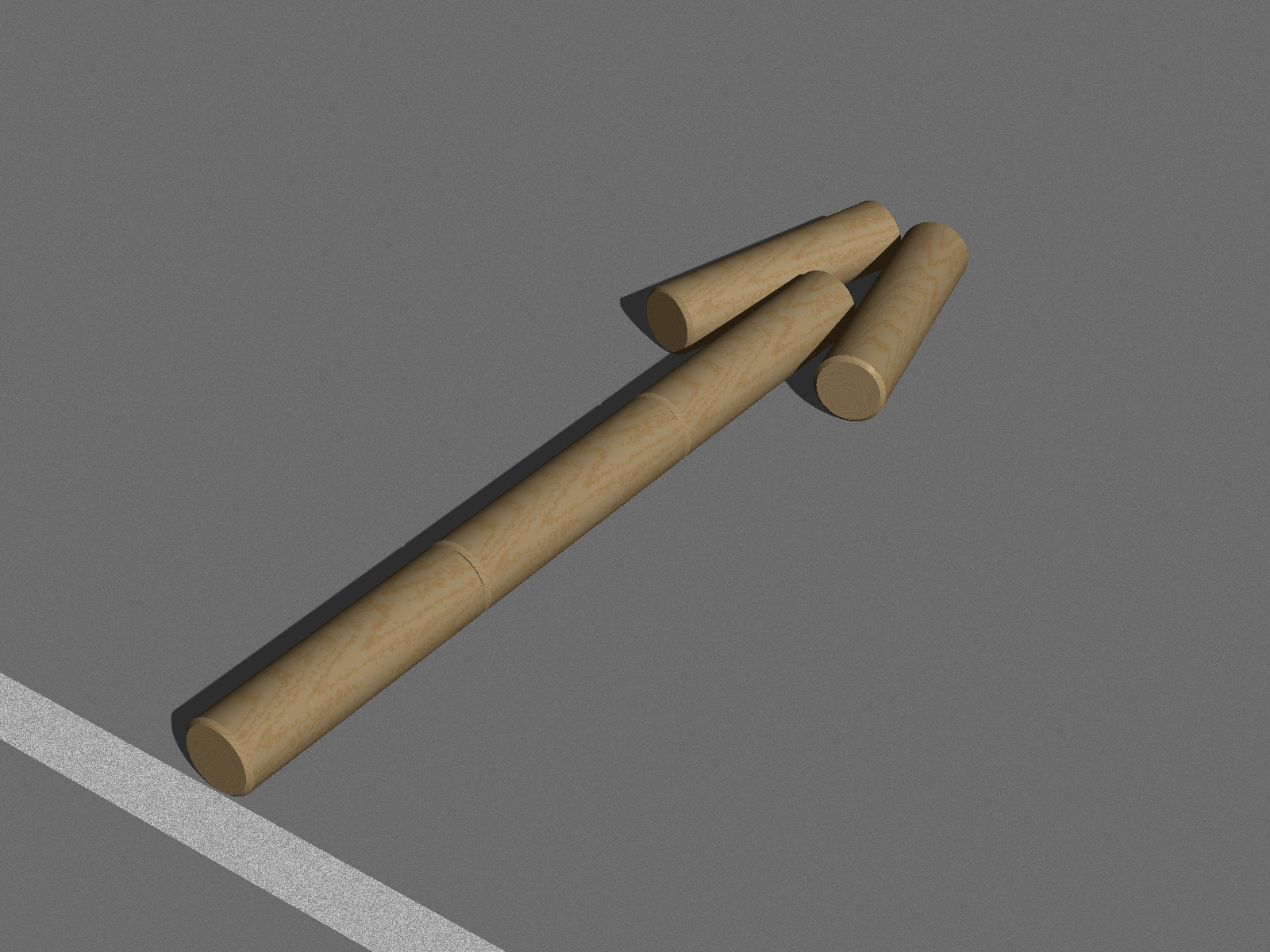
4. Стрелка
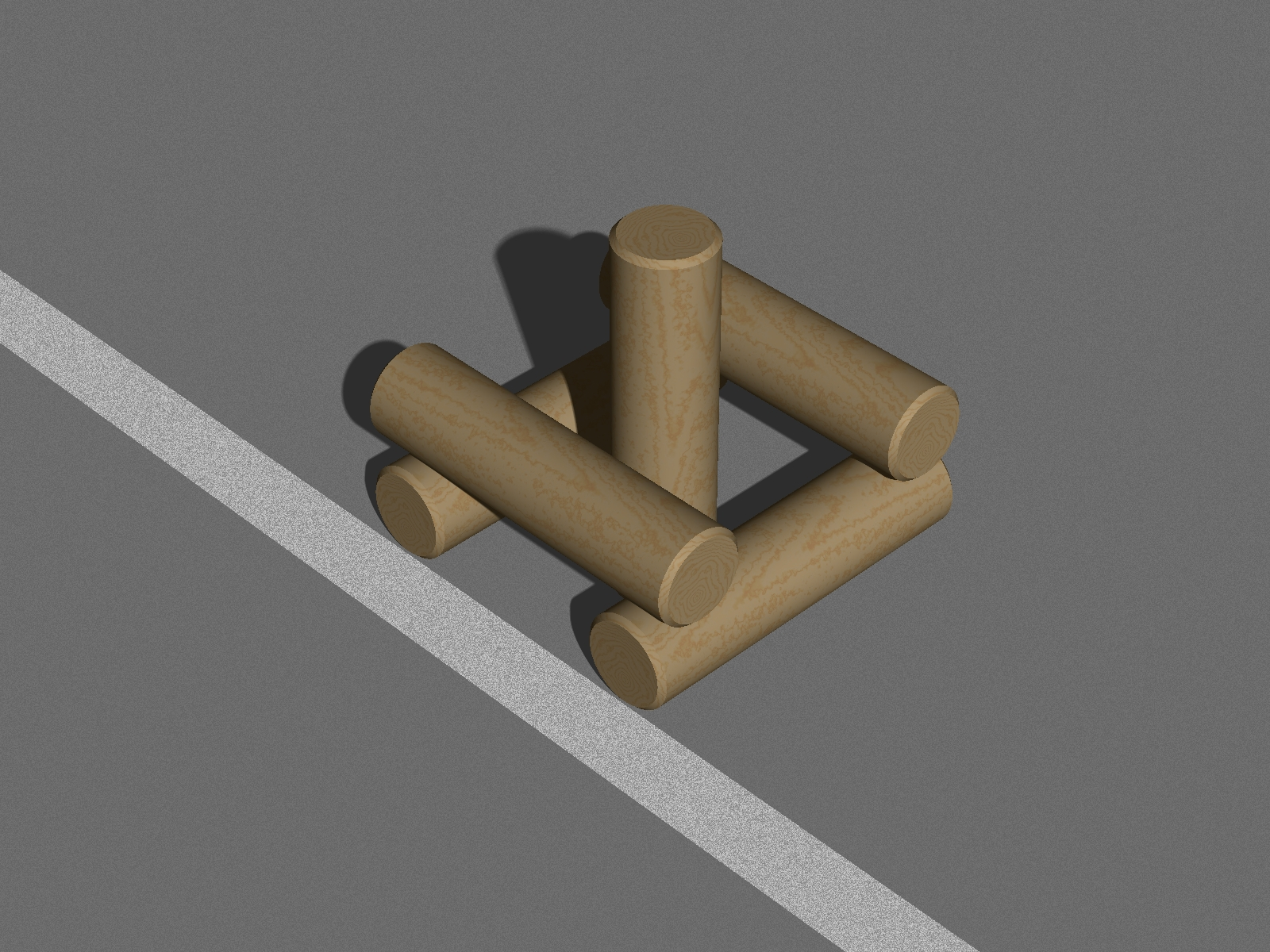
5. Колодец
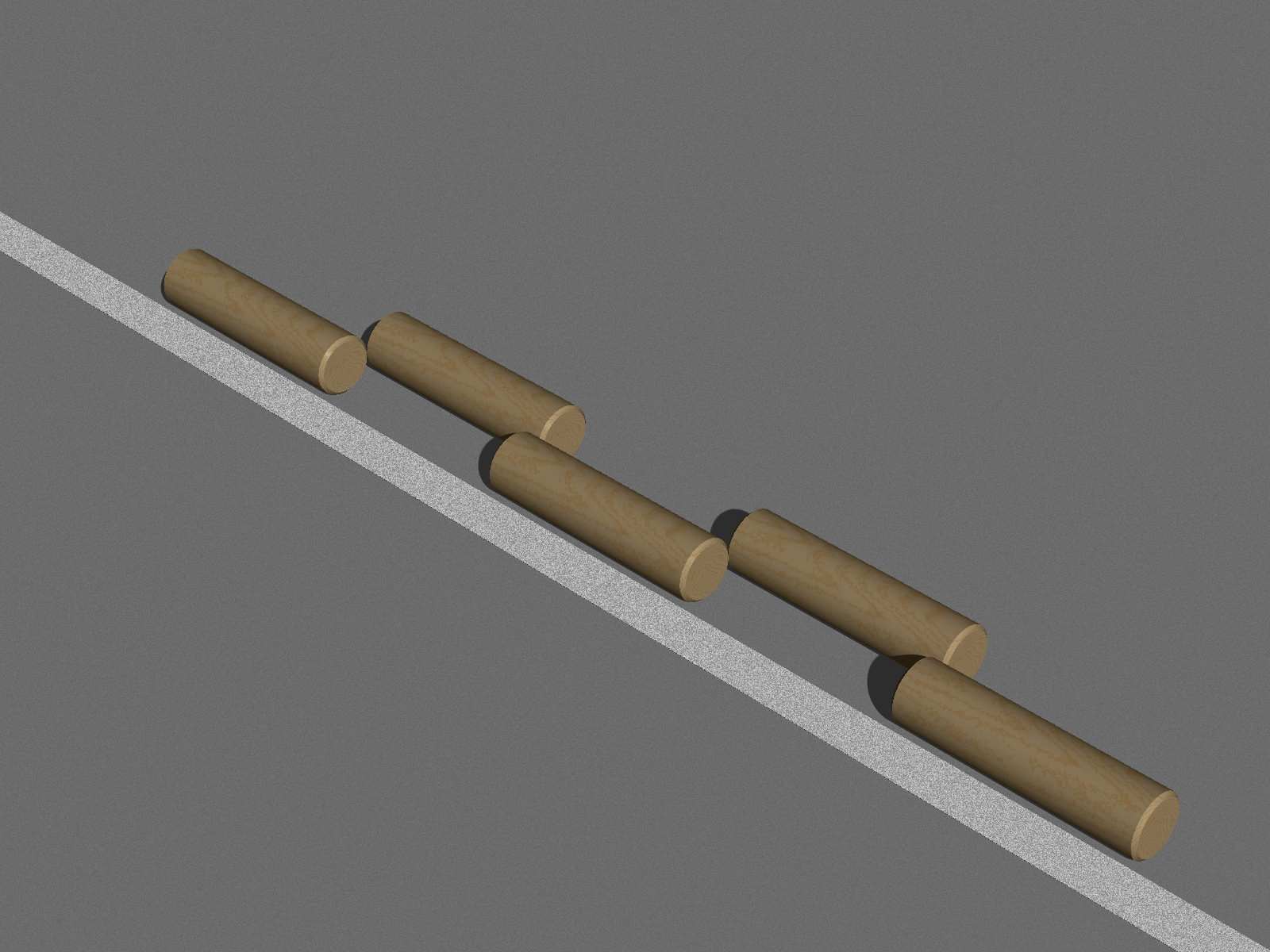
6. Коленчатый вал
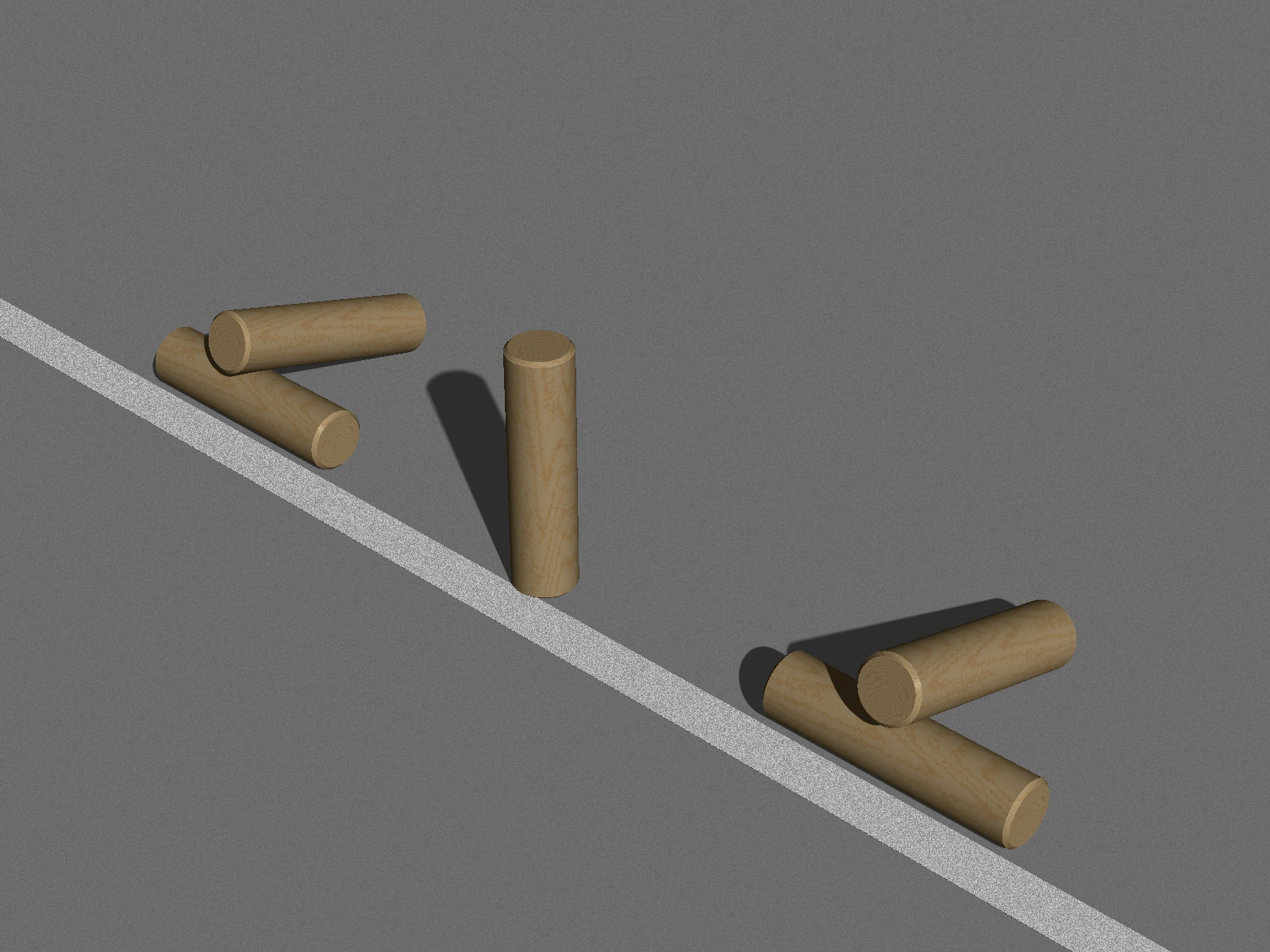
7. Артиллерия
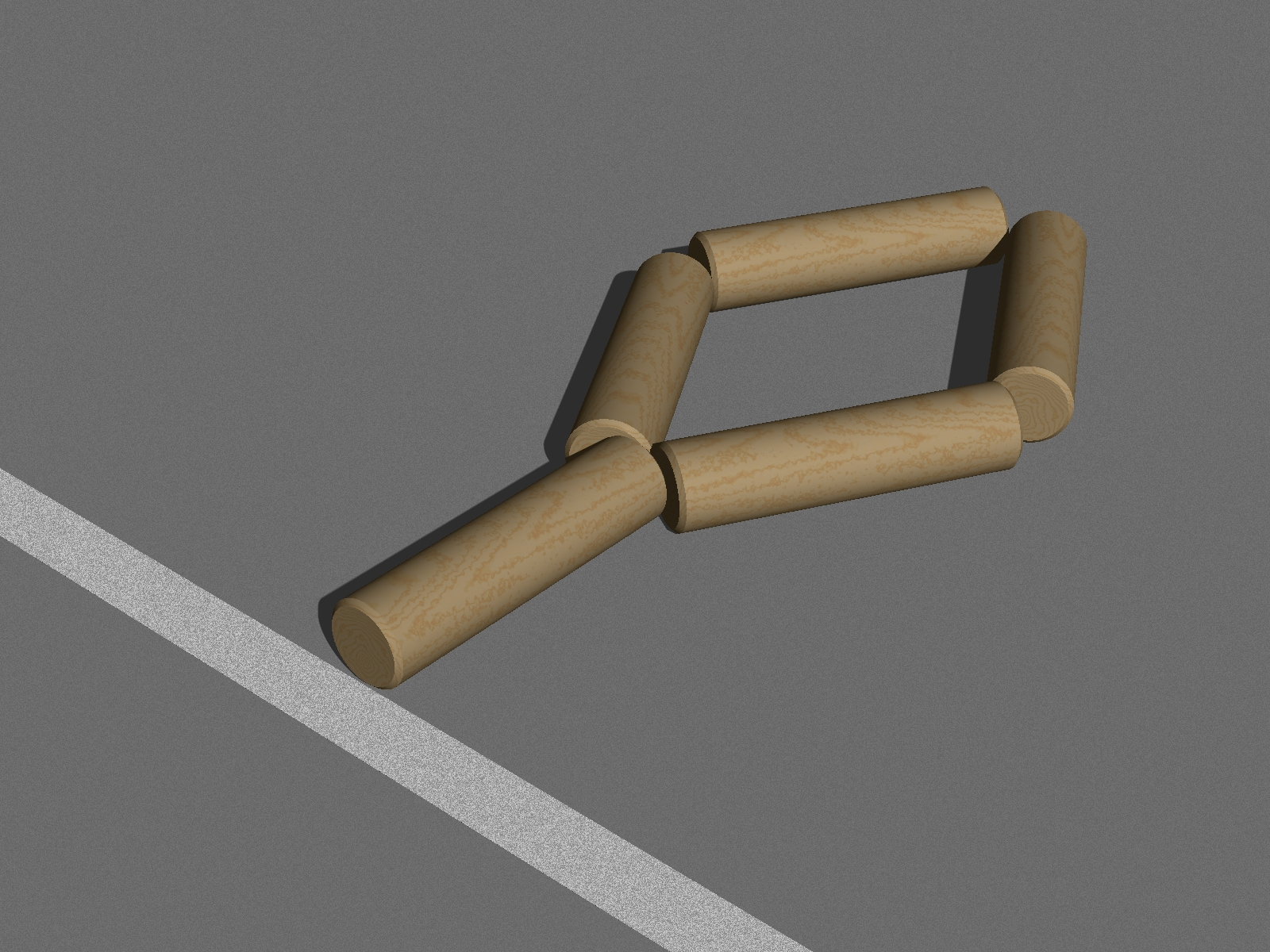
8. Ракетка
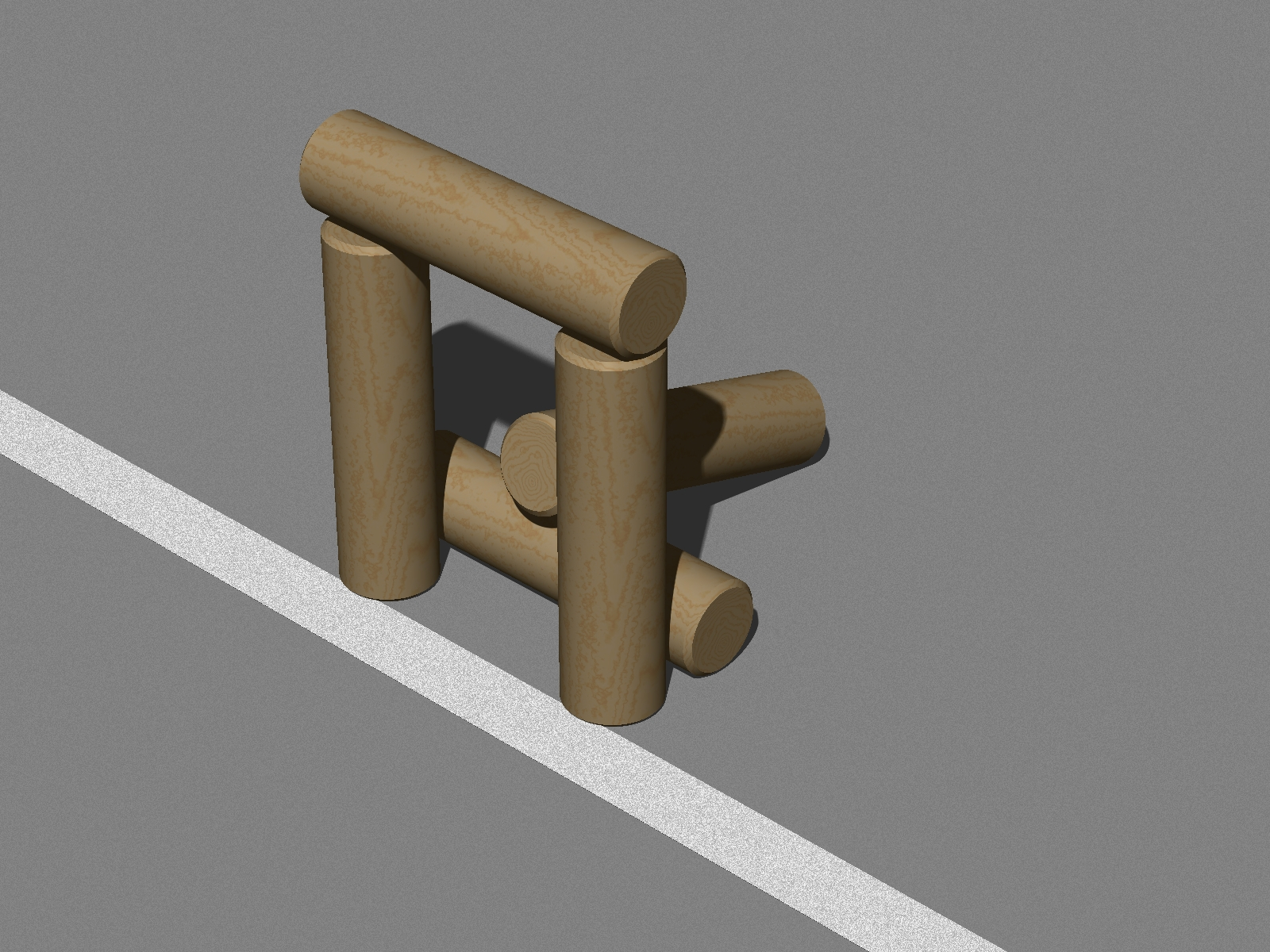
9. Пулемётное гнездо (баба в окошке)
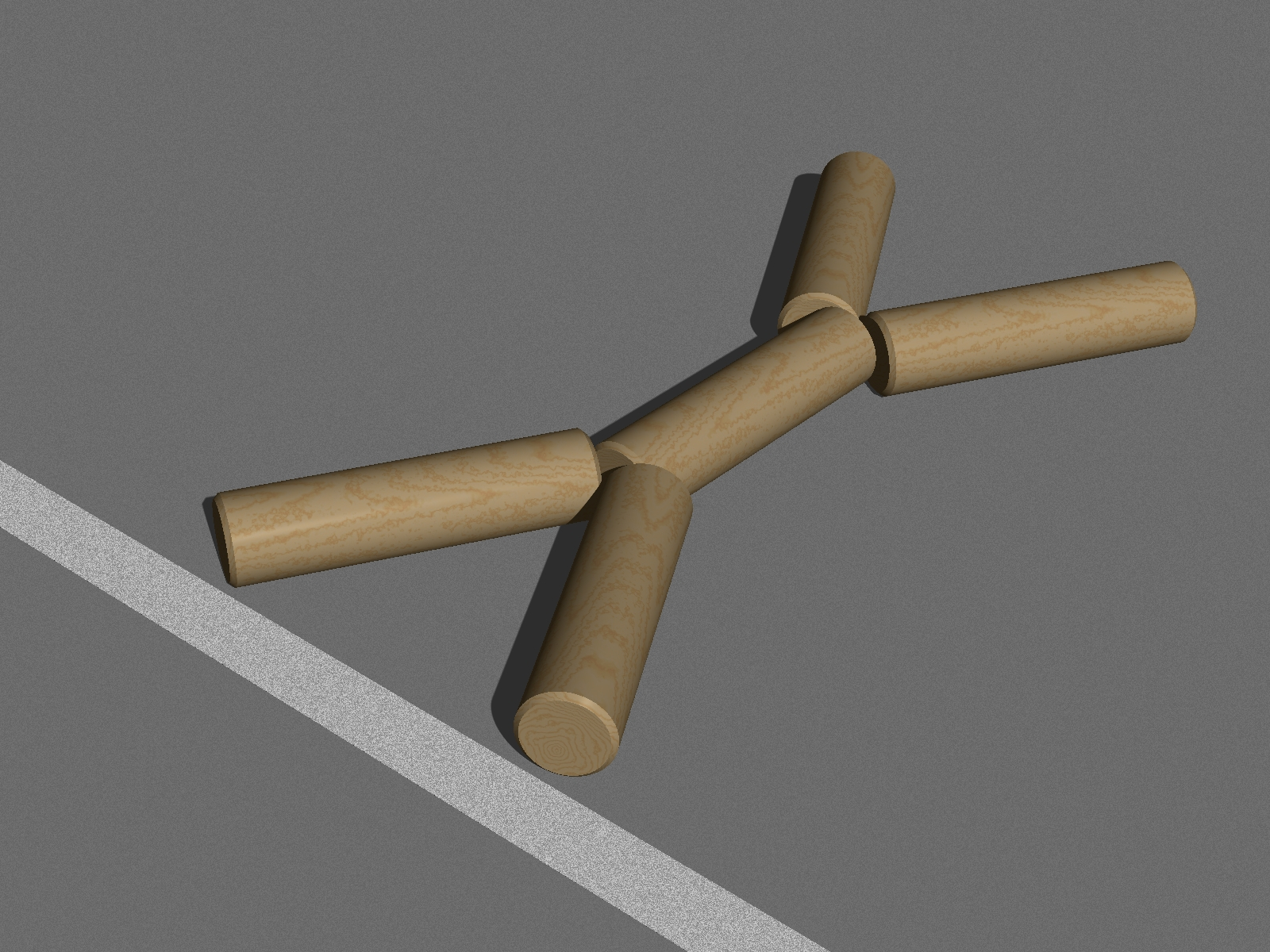
10. Рак
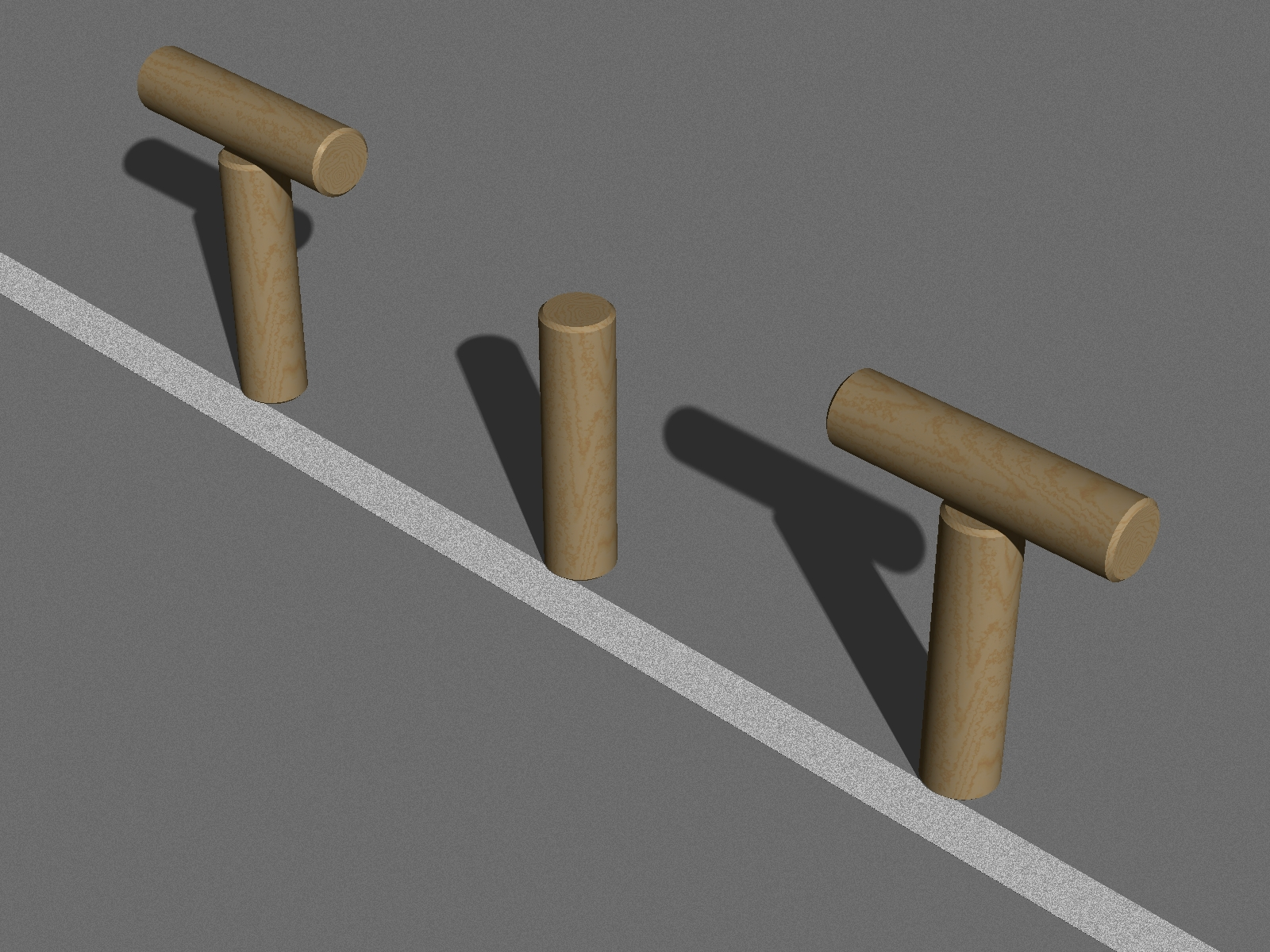
11. Часовые
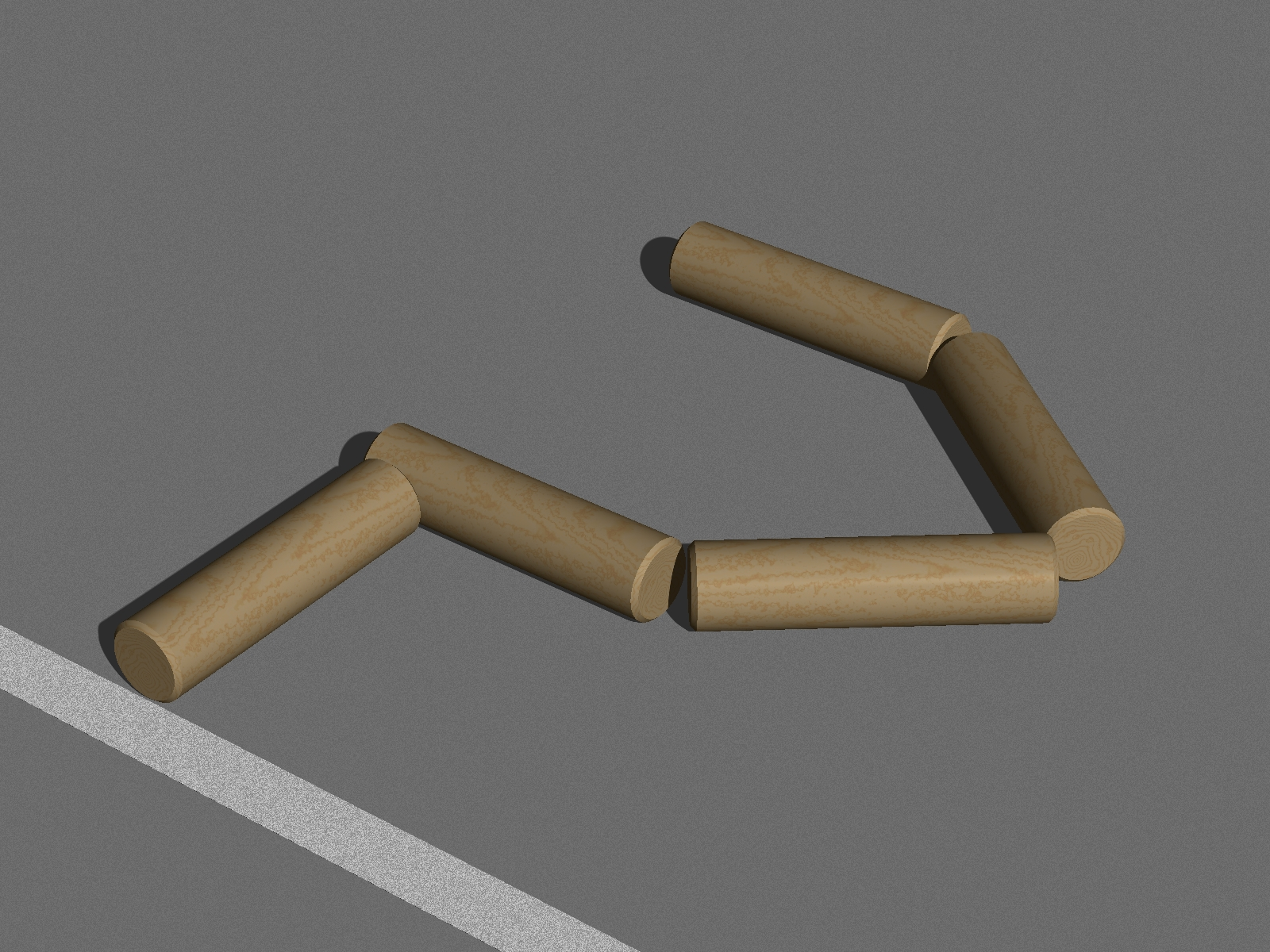
12. Серп
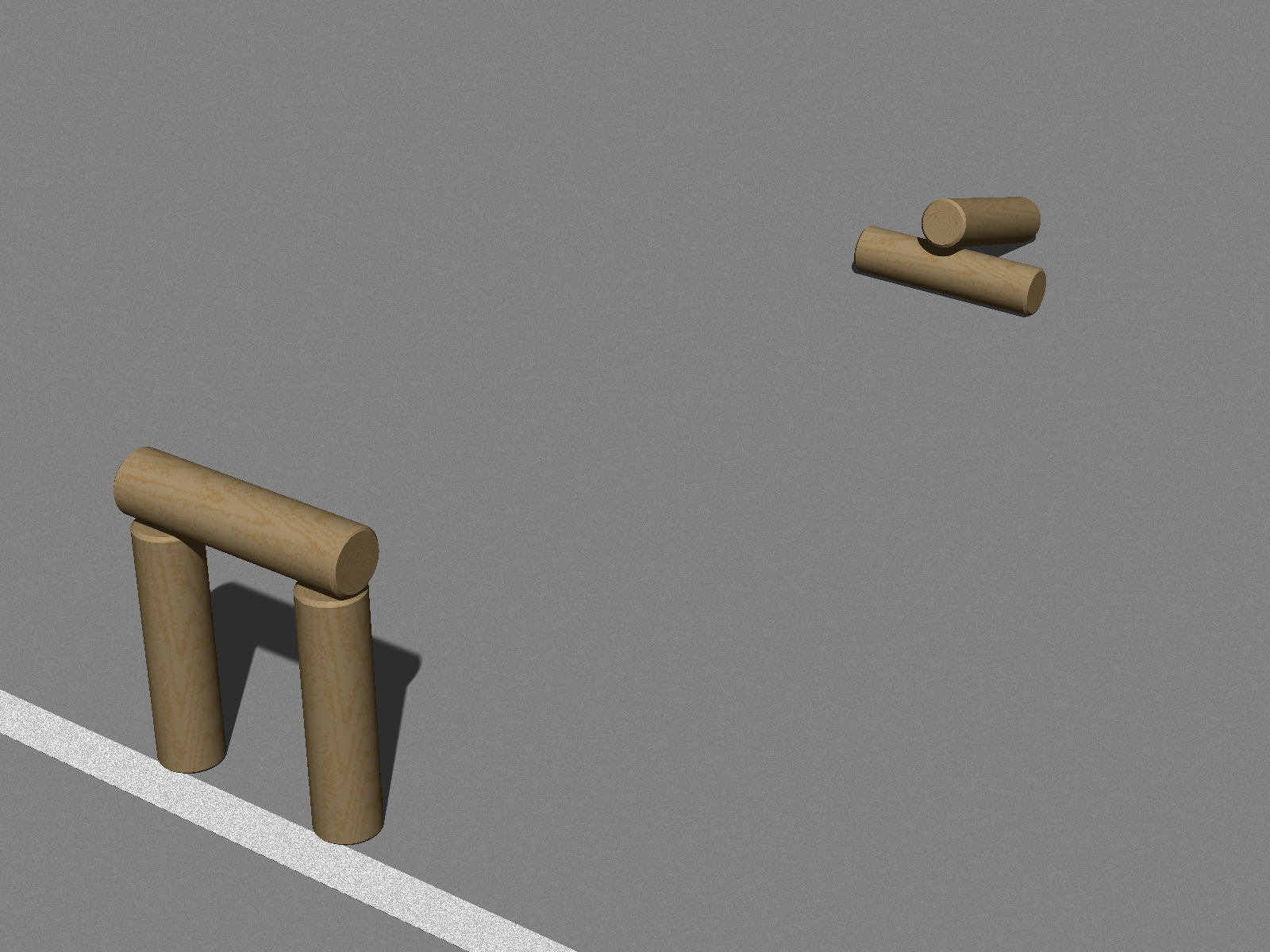
13. Тир
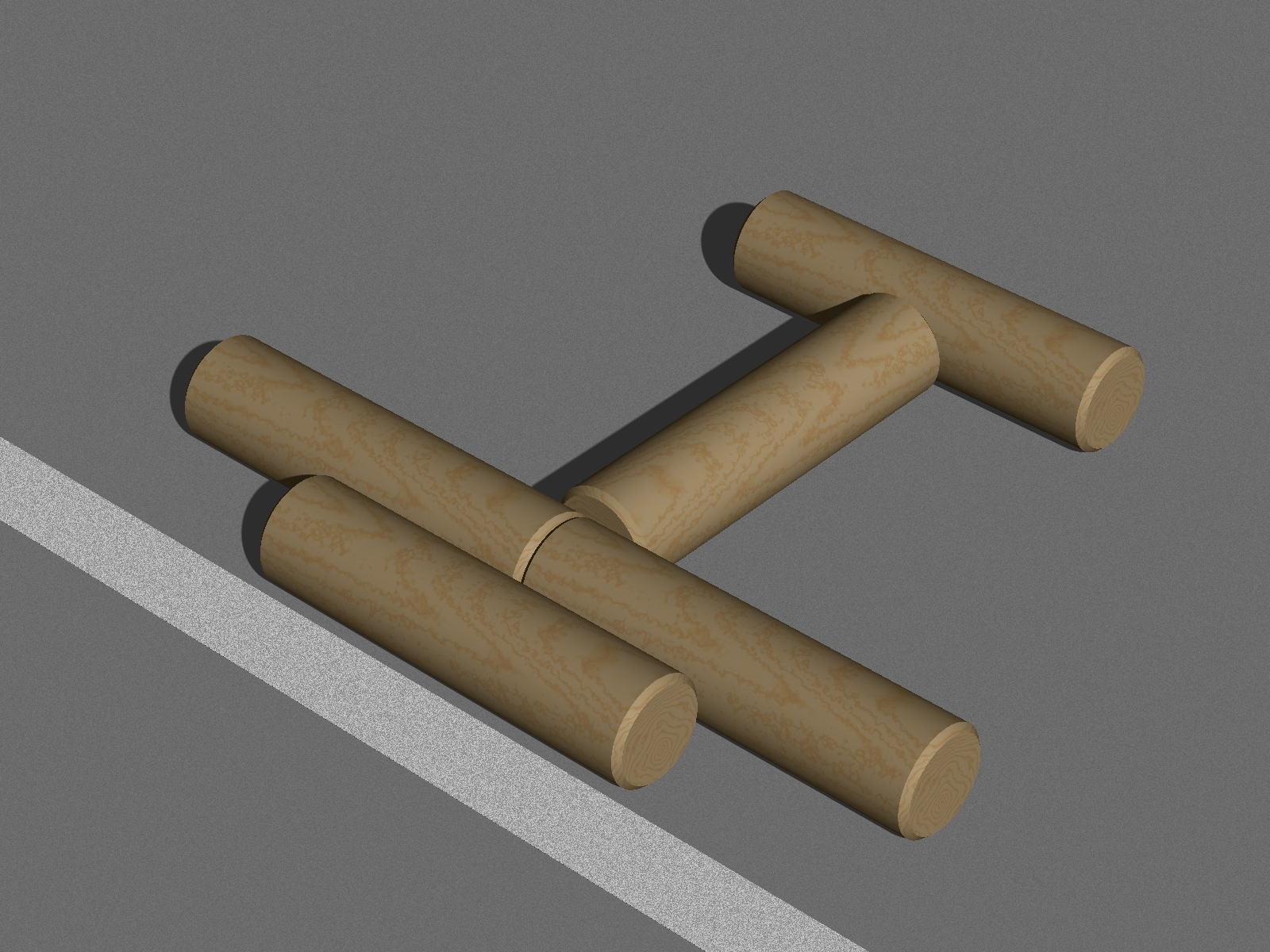
14. Самолёт
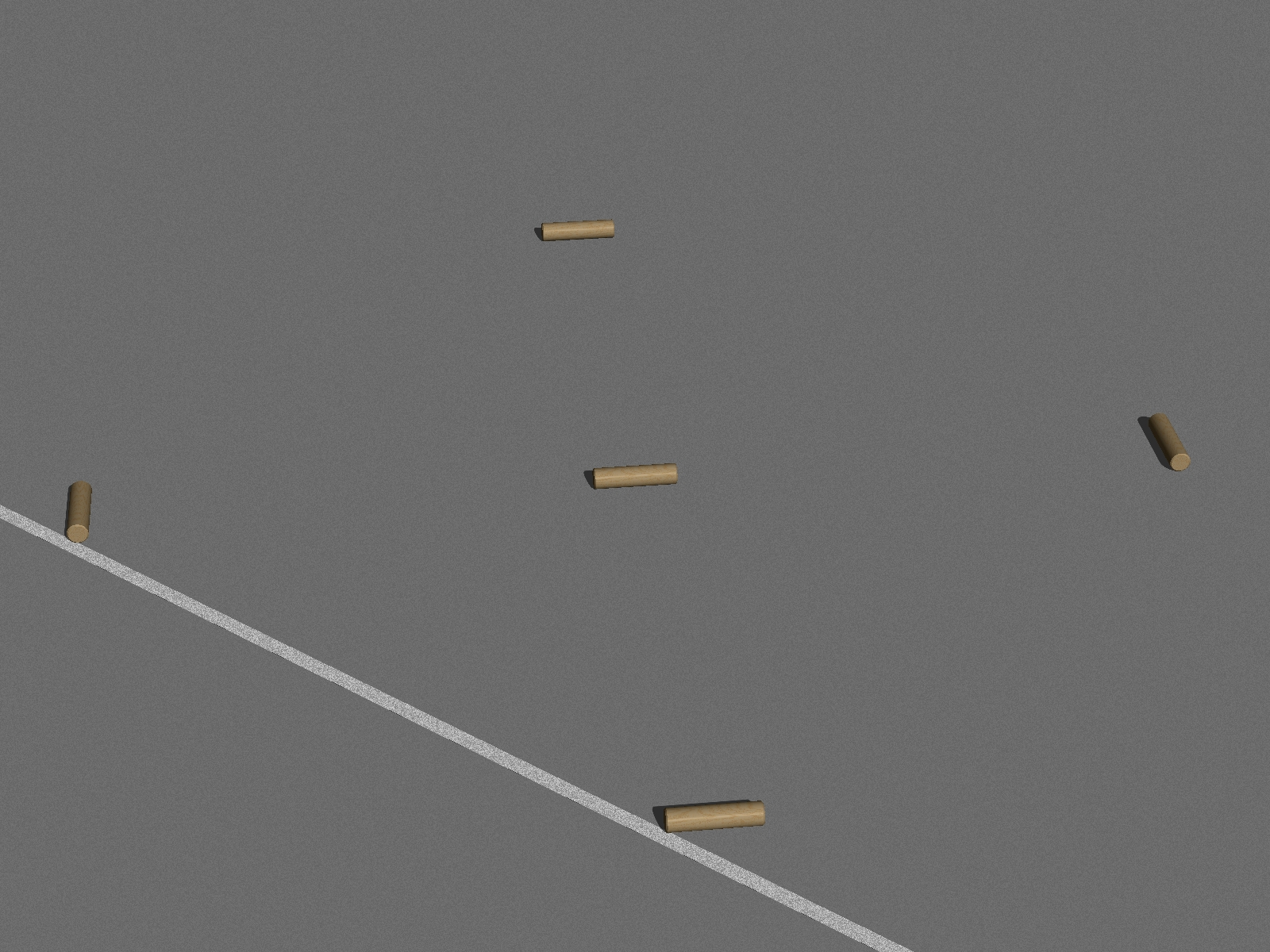
15. Письмо

В этой последовательности их и выбивают.
Состязания городошников бывают личными — между двумя спортсменами, а также командными. Игру всегда начинает правое поле. Начинает спортсмен команды с правого поля пробивает две биты, отвечает спортсмен команды с левого поля пробивая две биты. После окончания партии право начать следующую получает другая команда. Побеждает в матче команда, выигравшая две партии подряд. При равном счёте назначается третий поединок. На крупных соревнованиях матч обычно состоит из пяти партий. Победителем считается тот, кто затратил на выбивание фигур наименьшее число бит.
Для игры выбирается ровная площадка на любом покрытии — на асфальте, на земле, на газоне — и делается разметка.
В городки можно играть одному, «один на один» и команда на команду. В каждой команде должно быть не менее 5 игроков, также может иметься запасной игрок в команде. Когда первая команда закончит свои броски (каждый игрок по очереди может бросить только две биты), начинает выбивать свои фигуры вторая команда и так далее.
В каждой партии может разыгрываться от 5 до 15 фигур, фигуры ставятся последовательно одна за другой в установленном играющими порядке. В ходе игры по договорённости можно менять или уточнять условия и правила игры, упрощая или усложняя её.
Все фигуры, кроме 15-й, строятся на середине лицевой линии.

## В культуре
- Игра в городки дала название Рюхиной улице на Крестовском острове в Санкт-Петербурге . В середине 1920-х годов Крестовский остров планировалось превратить в спортивный комплекс, поэтому многие улицы получили свои «спортивные» названия. Бывший Белосельский проспект с 6 апреля 1925 года стал называться Рюхин проспект, от слова рюха, как предмета для игры в городки. C 1930-х гг. установилось современное название улицы[7].
- Игра в городки в исполнении Ленина изображена в третьей главке поэмы Андрея Вознесенского «Лонжюмо», посвящённой В. И. Ленину и слушателям его марксистской школы в Лонжюмо под Парижем.
- В 1980 году была выпущена серебряная монета СССР, номиналом 5 рублей, посвящённая Олимпиаде-80.
- В 1999 и в 2023 году были выпущены почтовые марки, посвящённые городошному спорту.[8]
- Игра фигурирует в четвёртом выпуске  мультфильма «Ну, погоди!».

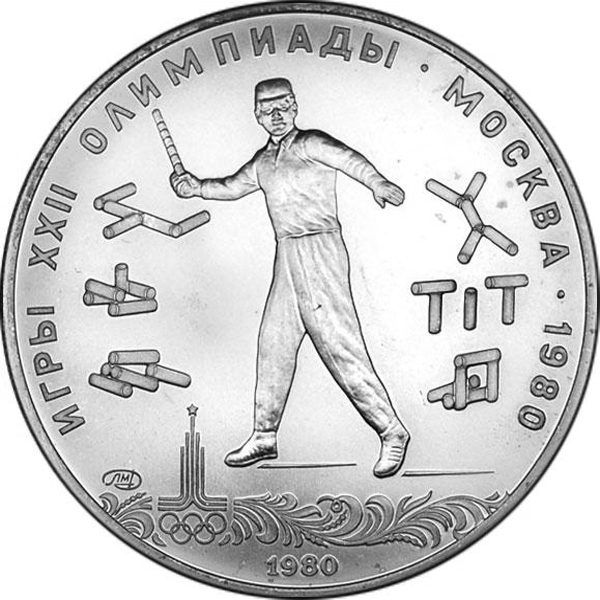
Городки на серебряной монете СССР номиналом 5 рублей, выпущенной к Олимпиаде-80
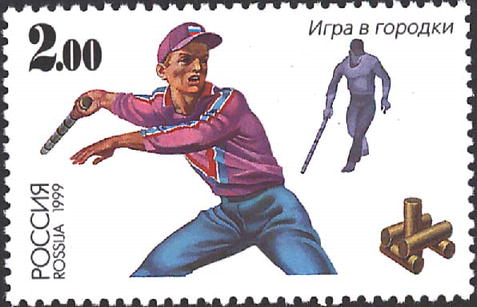
Городки на марке России 1999 года
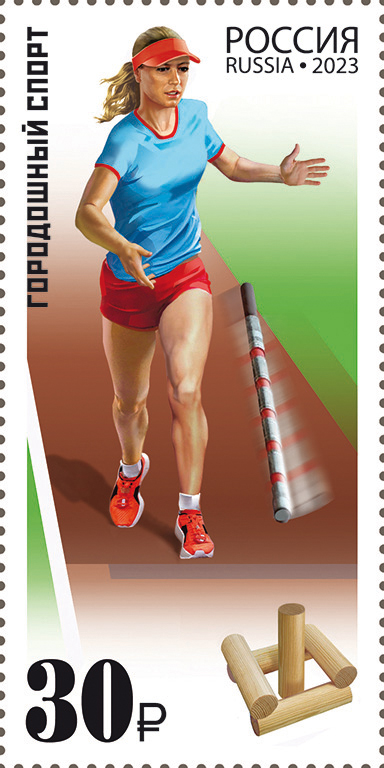
Почтовая марка 2023 год. Серия «Виды спорта». Городошный спорт